# 杨佩昆
杨佩昆（1932年2月—），男，上海人，中国大陆市政工程专家、交通工程专家，1953年畢業於同濟大學道路與橋樑系，曾任同济大学教授、博士生导师、道路與交通工程系主任。